# 联合军
聯合帝國（簡稱為）是第一人稱科幻射擊遊戲《戰慄時空2》中的主要敵對勢力。是一個巨大而強大的外星勢力，由多重宇宙中大量各種被征服奴役的種族組成，並持續征服支配跨宇宙/維度中發現所有的種族。

## 概述
聯合帝國橫跨多个平行宇宙，目的是建立一个多元宇宙帝國的统治。聯合帝國掌握多种高科技，包括極其先進的生物工程、人工植入術等。在《戰慄時空1》中黑山基地事件發生後的幾年内，因為高登·弗里曼擊敗統治Xen的統治者Nihilanth，聯合軍從Xen串聯共振現象產生的時空裂縫中發現了地球，緊接着時空裂縫對地球大規模入侵，而這場戰爭僅持續了七個小時(遊戲裡稱七小時戰爭），便以人類戰敗告終，聯合帝國開始了对地球的高壓統治。

## 統治範圍
- 聯合帝國主世界(Combine Overworld)

聯合帝國母星所在的未知宇宙，即聯合帝國的主要種族所居住的世界。
在早期洩漏的劇情裡在布林辦公室的聲音文件中布林博士提到了“阿列夫宇宙”，是伊萊和艾莉克絲要被傳送到的宇宙，這可能是主世界的早期名稱，而阿列夫是原始迦南字母表的第一個字母，這是有道理的，畢竟主世界對聯合帝國而言是第一個世界。
根據故事原案Marc Laidla所洩漏的三部曲故事大綱中，聯合帝國的主世界已經發展出戴森球。
- 尼赫倫斯的母星(Nihilanth Homeworld)

XEN的殖民統治者尼赫倫斯的母星曾遭到聯合帝國入侵，最終尼赫倫斯戰敗，為了躲避聯合軍的追殺，牠帶著自己最後的一批僕從與軍隊逃到了XEN。
- 弗地岡人的母星(Vortigaunts Homeworld)

弗地岡人最初生活在某個未知宇宙的母星上，直到聯合帝國侵略了牠們的星球，弗地岡人後來就逃到被稱為XEN的邊緣世界上。
- 地球(Earth)

繼戰慄時空1的黑山事件後，聯合軍找到了戈登·弗里曼在XEN星球留下的傳送門信號坐標後大舉入侵地球，僅僅在七小時內就摧毀了人類的全部政府和政府軍並奴役了人類。之後前黑山基地主管華萊士·布林博士則代表全人類和聯合軍進行談判，布林告訴聯合國，他已經掌握了一種與聯合軍進行交流的手段，然後人類將不會再有抵抗意願，而聯合國則授予全權讓他代表人類與聯合軍進行談判。最終布林以犧牲人類自由為前提與聯合軍達成協議：聯合軍停止對地球的戰爭，而全人類則成為聯合軍的階下囚。
人類的全部政府和政府軍悉數被摧毀，聯合國也被解散，聯合軍將尚未被摧毀的城市命名為1~27號城市，其中17號城市是聯合軍在地球的統治核心，也是最大的城市。而之前代表全人類與聯合軍進行談判的華萊士·布林博士則成為了聯合軍在地球的臨時行政長官。聯合帝國統治地球後並沒有做出任何的殖民措施，因此直到戈登·弗里曼出現的20年後，依然沒有見到任何的聯合帝國居民來到地球進行殖民定居，而只在各個城市的中心留下了一座城堡和聯合軍部隊來對地球進行監管，並且他們留在地球上的科技技術顯得比較簡單，城市之間都還是依靠戰前人類修建的鐵路運輸系統來進行物資輸送，聯合帝國只是解讀了人類的科技後結合他們的科技技術而針對地球的鐵路系統研製出了相對更快速更高效的剃刀列車，並利用各種大型裝置抽取地球上的海水以及將各種從地球上採集到的資源運送往聯合帝國所在的位面，從這裡就能看出來，聯合帝國攻下地球並不是為了將這里當做殖民地，而是作為一個單純的資源採集點。

## 領導階層

### 地球方面
聯合帝國在地球部署了多個名為顧問(Combine Advisor)的外星生物，牠們可以看作是真正意義上的聯合帝國主體，外形類似蟲子的生物，實際上牠們在很久以前也是擁有四肢的生物，後來進化出了更高級的念力後四肢逐漸退化，最後四肢完全退化後外形就變成瞭如今這般看著類似蟲子一般的生物，他們具有飛行能力與通過意念吸起或按住任何生物，牠們總是在玩家無法操縱主角的劇情裡出現。
聯合帝國顧問平時只待在暗能城堡的生物艙裡，極少露面，只與類似華萊士·布林這類的各個城市的傀儡首腦碰面並為他安排新的工作，因此外界的平民以及反抗軍中極少有人知道顧問的存在，這正是聯合帝國想要在地球上達到的政治效果，牠們就是想讓外界的人的目光全都投到華萊士·布林這類傀儡首腦的身上來，而不會注意到自己的存在。
根據編劇Marc Laidlaw有篇叫BreenGurb的同人創作，講述顧問其實是一個叫Shu'ulathoi的智慧種族，也是被聯合帝國奴役的種族，牠們都是被精神控制後禁錮在幼蟲階段的Shu'ulathoi，原本Shu'ulathoi成年後可以自由變化形態。

## 軍事技術

### 聯合軍地球单位
- 語音(Overwatch Voice)

聯合軍的一個人工智能系統，它充當了聯合軍在地球上的前線指揮官和公共廣播員。守望者語音有著一名女性廣播員的聲線，它會通過無線電與聯合軍部隊通話，也會作為一種公共播報系統向聯合軍控制下各地的居民廣播，諸如17號城、新星道監獄和暗能城堡等據點內部都設有聯合軍的播報裝置。
- 精英(Overwatch Elite)

守望者部隊的精英士兵，他們經過了大量的改造，保護暗能城堡，偶爾會帶領正規士兵的小隊。
- 部隊(Overwatch Soldier)

聯合軍在地球上的主要軍隊，由被抓捕的人類改造成的士兵，會在在城市邊界之外巡邏和執行聯合軍法律。守望者士兵也包括散彈槍士兵和新星道監獄獄警。
- 國民護衛隊(Civil Protection)

由民防局所管轄的準思想警察，由普通人類組成，負責巡邏城市，監測公共航路和進行隨機搜查。有些反抗軍例如巴尼·卡宏恩加入國民護衛隊秘密調查聯合軍的活動並試圖幫助即將受害的人。
- 幽靈(Stalker)

手腳被肢解，如機器人般的奴隸，從政見不同公民和被捕獲的叛亂者改造為聯合軍的工程師。
- 工人(Combine Workers)

隸屬於聯合軍工程核心，主要負責聯合軍各類基礎設施的維護與擴建工作，常駕駛工程用三腳機甲穿梭17號城市執行各種工程任務。
- 危險物品處理工人(Combine Hazmat Workers)

隸屬於聯合軍感染控制處，主要負責控制各個區域XEN生物所引發的動植物感染，一般會駐紮在聯合軍活動頻繁的隔離區域裡，他們會將一些裝載著清潔溶液的大罐子運輸到工作地點，並將這些橙色液體噴灑到XEN感染區域。

### 聯合軍武器
- 9 毫米手槍(USP Match)

9 毫米手槍，也稱為USP Match，是一支半自動手槍，高登·弗里曼在戰慄時空2獲得的第一支槍械。USP Match是聯合軍的標準裝備，通常由國民護衛隊攜帶。
- 衝鋒槍(MP7)

黑克勒&科赫MP7也被稱為SMG1，是一種被聯合軍和反抗軍共同使用的緊湊型全自動槍械。MP7的外觀和功能類似於真實世界的MP7。
- 脈衝式步槍(Overwatch Standard Issue Pulse Rifle)

由聯合軍製造的暗能量和脈衝突擊步槍。标准监视设备實質上是現代突擊步槍的變種，通常分發給守望者士兵和守望者精英。
- 霰彈槍(SPAS-12)

SPAS-12是一支強大的泵動式霰彈槍，以錐形模式發擊散彈。 在戰慄時空2及其續作它被各個角色和非玩家角色使用。
- 手榴彈(MK3A2 Grenade)

MK3A2手榴彈是戰慄時空2及其續集的聯合軍武器。從守望者士兵身上得到。標準手榴彈，拋出幾秒鐘後爆炸。

### 生物合成機器
- 顧問分離艙(Advisor Pod)

聯合帝國顧問所使用的逃生艙。
- 合成蟹(Crab Synth)

從來沒有真正戰鬥過，但可在戰慄時空2的暗能城堡塔文件和測試版中看見。
- 運兵船(Combine Dropship)

主要運輸聯合軍的部隊和武器。
- 砲船(Combine Gunship)

突擊飛機，通常為了保護兩個組而進行戰鬥。
- 獵人(Hunter)

中型地攻擊單位，類似三長腳機甲，但仍然有很大不同。
- 合成迫擊炮(Mortar Synth)

從來沒有真正戰鬥過，但可在戰慄時空2的暗能城堡，文件和測試版中看見。
- 護盾偵察機(Shield Scanner)

城市偵察機的有機版本，將詭雷運往戰場。
- 三腳機甲(Strider)

聯合軍使用的大型地面攻擊單位。以三條長腿走路，聳立在戰場上。
- 工程用三腳機甲(Construction Strider)

由聯合軍工人所操控，用於穿梭17號城市以執行各種工程任務。

### 戰鬥技術
- 飛锯(Manhack)

飛行圓鋸，能夠自動追蹤目標。
- 滚雷(Rollermine)

一個具有基本瞄準系統的球形“地雷”，一旦被激活，就會跟隨任何被識別為威脅的東西，並使其受到電擊。他們也可以將自己附上車輛，例如偵察車。
- 詭雷(Hopper Mine)

一個可編程的爆炸裝置，當敵人靠近時會跳到空中爆炸。
- 城市偵察機(City Scanner)

一個飛行的監視和偵察機器，拍攝敵人的照片，並將敵位置傳達到指揮中心。如果受到嚴重損害會向目標發動攻擊自殺式攻擊。偶爾會作為三腳機甲的偵察器。
- 機槍塔(Combine Sentry Gun)

可編程，自主哨兵武器。
- 裝甲運兵車(Armored Personnel Carrier)

國民護衛隊的主要運輸模式，在城市中是一個常見的景象。它們配備了導彈發射器和架好的脈衝机槍。
- 獵捕直升機(Hunter Chopper)

由兩個守望者士兵駕駛，主要用於追蹤踪落單的反抗軍成員或反抗軍小隊。配備重武裝和重裝甲，它設有一支脈衝炮和可以飽和攻擊的地雷。
- 剃刀列車(Razor Train)

用於轉移守望者部隊、用品和囚犯到其他地點的聯合軍火車。
- 食腦蟲砲彈(Headcrab Shell)

裝載至少六隻食腦蟲的大型彈頭，通過聯合軍的發射裝置進行遠程發射，用於打擊反抗軍的各個據點，它們部署在反抗軍前哨和基地區，特別是在起義地區，它們在十七號城市和外域非常普遍。

### 其他技術
- 生殖抑制力場(Suppression Field)

聯合軍在全球範圍內建立了生殖抑制力場，使得人類無法生育，剝奪了生育權。生殖抑制力場會抑制人體內對胚胎發育中至觀重要的某些蛋白質鏈的形成，使全球人類的出生率降低為零。在遊戲中見到的年輕人可能是最後一批自然出生的人類。在《戰慄時空：第一章》中因暗能城堡的破壞而失效。
- 智能壁壘(Combine Smart Barrier)

是一種裝有能源機械組件、可以向前推進的多段式圍牆，它會像生物一樣不斷的向前移動，吞噬房屋與建築，作為聯合軍各大據點的防禦工事。
- 限制器(Restrictors)

是一種高大的活塞式設備，它會不斷的通過活塞結構向地面進行錘擊，引發周圍區域的震動，聯合軍為了防止蟻獅破壞自己的一些哨點和鐵路設施，在據點附近安裝了限制器，透過地面震動可以讓蟻獅無法靠近這一區域，從而達到驅離的目的。
- 武器解除立場(The Confiscation Field)

這個立場會通過暗能量以未知的方式運轉，它可以直接將那些私人攜帶的未註冊武器收繳出來並以分解成分子的形式銷毀，作為暗能城堡內部的防護措施。
- 聯合軍口糧(Combine Ration)

由聯合軍生產的食物，有100g小包裝的水味能量棒(Desiccated sustenance bar)以及800g大包裝的蛋味卡路里凝膠糊(Gelatinated calorie paste)，兩者保質期都是拆封後可儲存9000天。
- 基因鎖(Gene Encoded)

守望者部隊所使用的武器都配置有嚴格的基因鎖，使得未授權人員無法使用(戰慄時空2的時間帶以前似乎已被破解)。
- 記憶蠕蟲(Xen Memorial Worm)

是聯合軍用於儲存數據的生物，被裝在名為記憶瓶的玻璃容器裡，作為聯合軍終端設備的部件。